# Шулікуни
Шулікуни — міфічні істоти, персонажі української міфології. Ці істоти народжуються на Святвечір в коминах печей і йдуть під воду на Водохреща. 

## Заняття та зовнішність
Шулікуни бігають по вулицях з гарячим вугіллям на залізних сковородах або із розжареною кочергою в руках, якою можуть захопити чоловіка-п’яницю: крутять його, штовхають у багнюку, можуть навіть в проруб заманити. Іноді їздять на ступах або печах. Дуже малого зросту, ноги кінські, з рота пашить вогонь; носять самоткані каптани, пояси і гостроконечні шапки.